# George Sutherland-Leveson-Gower, 2. Duke of Sutherland

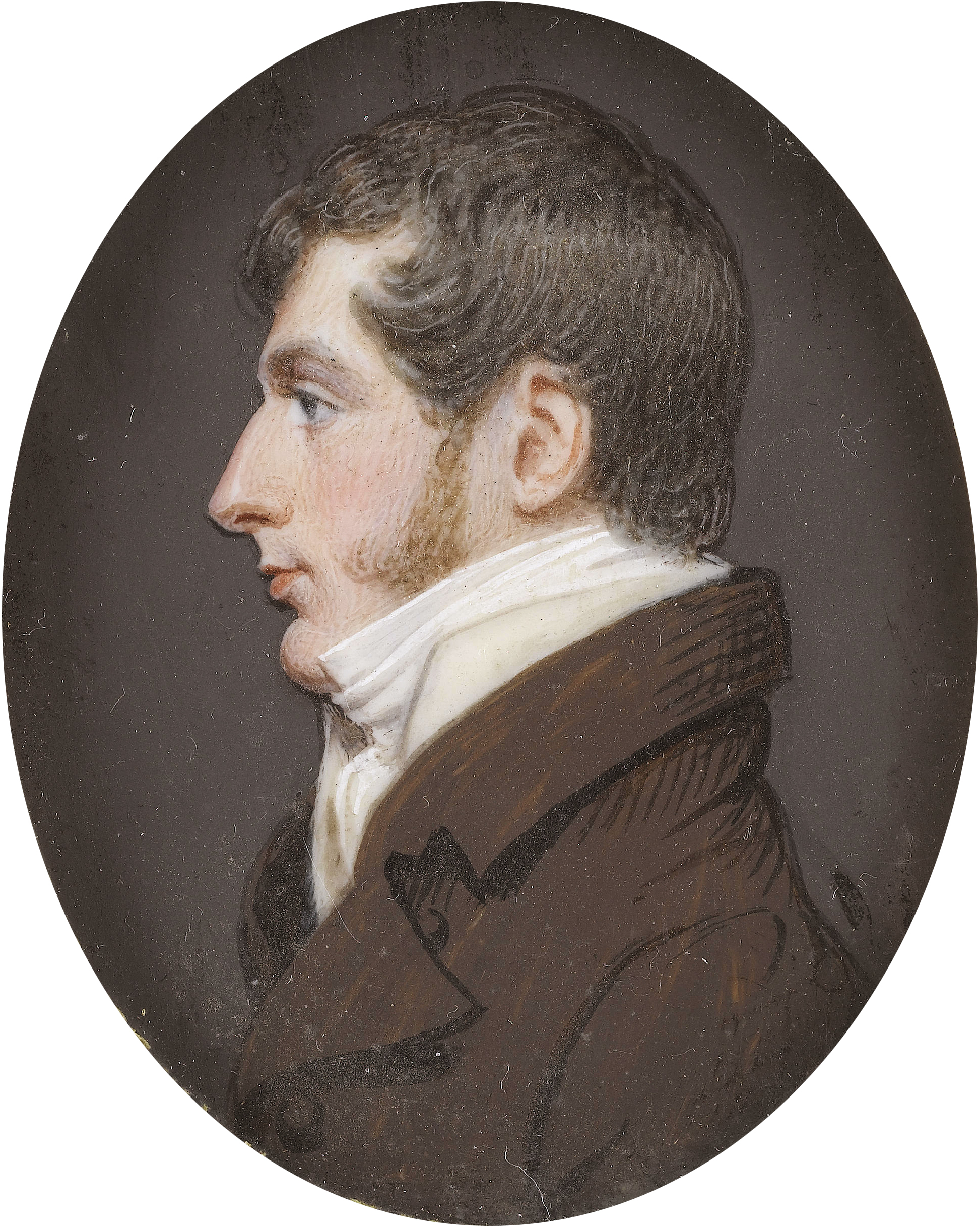
George Sutherland-Leveson-Gower, 2. Duke of Sutherland, um 1810

George Granville Sutherland-Leveson-Gower, 2. Duke of Sutherland KG (* 8. August 1786; † 22. Februar 1861) war ein britischer Adliger und Politiker.

## Leben
Er war der älteste Sohn von vier Kindern des George Granville Leveson-Gower, dem späteren 1. Duke of Sutherland (1758–1833), und seiner Ehefrau Elizabeth Sutherland, 19. Countess of Sutherland (1765–1839), Erbtochter von William Gordon, 18. Earl of Sutherland, und Mary Maxwell. Als Heir Apparent seines Vaters führte er seit Geburt den Höflichkeitstitel Viscount Trentham und seit 1803 den Höflichkeitstitel Earl Gower.
Zwischen 1808 und 1820 war er Unterhaus-Abgeordneter (Whig) für die Bezirke von St Mawes (1808–1812), Newcastle-under-Lyme (1812–1815) und Staffordshire (1815–1820). Später, von 1839 bis 1845, war er Lord Lieutenant von Shropshire. Er beauftragte in der Mitte des 19. Jahrhunderts den Architekten Charles Barry mit der Umgestaltung des Familiensitzes Dunrobin Castle an der Ostküste von Schottland. Dieser hatte bereits den Palace of Westminster in London entworfen und sollte ein französisches Stilschloss mit einem Versailles nachempfundenen Garten erbauen.
Leveson-Gower erhielt 1826 noch zu Lebzeiten seines Vaters einen Sitz im House of Lords, indem er durch Writ of Acceleration dessen nachgeordneten Titel (5.) Baron Gower vorab übertragen bekam. Beim Tod seines Vaters 1833 erbte er auch dessen übrige Titel als 2. Duke of Sutherland. Beim Tod seiner Mutter, 1839, erbte er auch deren Titel als 20. Earl of Sutherland. 1841 änderte er mit königlicher Lizenz seinen Familiennamen von Leveson-Gower zu Sutherland-Leveson-Gower. Im selben Jahr wurde er als Knight Companion in den Hosenbandorden aufgenommen.

## Familie
Am 18. Mai 1823 heiratete George Sutherland-Leveson-Gower in Tentham Lady Harriet Elizabeth Georgiana Howard (1806–1868), dritte Tochter des schottischen Aristokraten George Howard, 6. Earl of Carlisle, und dessen Gattin Lady Georgiana Dorothy Cavendish. Aus der Ehe gingen acht Kinder hervor:
- Lady Constance Gertrude (1824–1880) ⚭ 1852 Hugh Grosvenor, 1. Duke of Westminster;
- Lady Elizabeth Georgiana (1824–1878) ⚭ 1844 George Campbell, 8. Duke of Argyll;
- Lady Evelyn (1825–1869) ⚭ 1843 Charles Stuart, 12. Lord Blantyre;
- Lady Caroline (1827–1887) ⚭ 1847 Charles FitzGerald, 4. Duke of Leinster;
- George Granville William, 3. Duke of Sutherland (1828–1892), ⚭ (1) 1849 Anne Hay-Mackenzie, 1. Countess of Cromartie († 1888), ⚭ (2) 1889 Mary Caroline Michell;
- Lord Frederick George (1832–1854), gefallen bei der Belagerung von Sewastopol;
- Lord Albert (1843–1874) ⚭ 1873 Lady Grace Emma Townshend Abdy;
- Lord Ronald Charles (1845–1916), unverheiratet.